# نيد ويليامسون
نيد ويليامسون (بالإنجليزية: Ned Williamson)‏ هو لاعب كرة قاعدة أمريكي، ولد في 24 أكتوبر 1857 في فيلادلفيا في الولايات المتحدة، وتوفي في 3 مارس 1894 في مقاطعة غارلاند في الولايات المتحدة بسبب سل.

## وصلات خارجية
- نيد ويليامسون على موقعبيزبول رفرنس.كوم (الدوري الرئيسي) (الإنجليزية)
- نيد ويليامسون على موقعبيزبول رفرنس.كوم (الدوري الثانوي) (الإنجليزية)